# Wanna One
Wanna One (en hangul, 워너원; estlizado como WANNA·ONE) fue una boy band surcoreana formada por CJ E&M en 2017 mediante el programa de supervivencia Produce 101 de Mnet. El grupo contaba con once miembros elegidos de entre 101 aprendices de varias compañías de entretenimiento: Jisung, Sungwoon, Minhyun, Seongwu, Jaehwan, Daniel, Jihoon, Woojin, Jinyoung, Daehwi y Kuanlin. El debutó el 7 de agosto de 2017. El 1 de junio de 2018, el grupo fue transferido a la gerencia de Swing Entertainment. Se mantuvo activo hasta el 31 de diciembre de 2018 bajo la dirección de YMC Entertainment.

## Historia

### Predebut
Todos los miembros eran concursantes de la segunda temporada de Produce 101 que se transmitió desde el 7 de abril de 2017 hasta el 16 de junio del mismo año. En el episodio final, los ganadores se decidieron por votación en vivo y se anunció a través de una emisión por televisión. La serie tuvo un total de once episodios y diez canciones fueron lanzadas durante la duración de la temporada.
Antes de aparecer en el programa, varios miembros ya estaban activos en la industria del entretenimiento. Jihoon era un actor infantil y apareció en varias series de televisión, como Kimchi Cheese Smile y The King & I. También había aparecido en varios programas de variedades junto a los grupos Big Bang y SS501. En 2012, Minhyun hizo su debut como miembro de Nu'est. Jaehwan hizo su primera aparición en la segunda temporada de Korea's Got Talent, pero fue eliminado durante la semifinal. En 2014, Sungwoon hizo su primera aparición en el grupo Hotshot.

### 2017-19: Debut y separación
Wanna One firmó con YMC Entertainment, empresa que anteriormente manejó el grupo ganador de la primera temporada I.O.I. A diferencia de I.O.I, sin embargo, los integrantes de Wanna One no podrían participar en otras actividades con sus agencias originales.
El grupo participó en un concierto que tuvo lugar el 1 y 2 de julio de 2017 en el Salón Olímpico de Seúl para marcar el final de Produce 101. Wanna One debutó oficialmente en un evento titulado Wanna One Premier Show-Con que tuvo lugar en el Gocheok Sky Dome el 7 de agosto de 2017. El grupo lanzó su miniálbum debut, 1×1=1 (To Be One), el 8 de agosto de 2017, con el sencillo «Energetic», originalmente compuesto por Hui de Pentagon y FlowBlow, con letras escritas por Hui y Wooseok.

### 2021: Reencuentro para los MAMA
El 15 de noviembre los organizadores de los MAMA 2021 anunciaron que los integrantes de Wanna One se volverían a reunir para realizar una actuación única en la ceremonia de premios. Dicha ceremonia tendrá lugar el 11 de diciembre.

## Miembros
| Integrantes      | Integrantes      | Integrantes          | Integrantes          | Integrantes                        | Integrantes                                  |
| Nombre artístico | Nombre artístico | Nombre de nacimiento | Nombre de nacimiento | Fecha de nacimiento                | Lugar de nacimiento                          |
| Romanización     | Hangul           | Romanización         | Hangul Hanja         | Fecha de nacimiento                | Lugar de nacimiento                          |
| ---------------- | ---------------- | -------------------- | -------------------- | ---------------------------------- | -------------------------------------------- |
| Jisung           | 지성             | Yoon Ji Sung         | 윤지성               | 8 de marzo de 1991 (34 años)       | Wonju, Corea del Sur                         |
| Sungwoon         | 성운             | Ha Sung Woon         | 하성운               | 22 de marzo de 1994 (31 años)      | Goyang, Provincia de Gyeonggi, Corea del Sur |
| Minhyun          | 민현             | Hwang Min Hyun       | 황민현               | 9 de agosto de 1995 (29 años)      | Busan, Corea del Sur                         |
| Seongwu          | 성우             | Ong Seong Wu         | 옹성우               | 25 de agosto de 1995 (29 años)     | Incheon, Corea del Sur                       |
| Jaehwan          | 재환             | Kim Jae Hwan         | 김재환               | 27 de mayo de 1996 (29 años)       | Seúl, Corea del Sur                          |
| Daniel           | 다니엘           | Kang Daniel          | 강다니엘             | 10 de diciembre de 1996 (28 años)  | Busan, Corea del Sur                         |
| Jihoon           | 지훈             | Park Ji Hoon         | 박지훈               | 29 de mayo de 1999 (26 años)       | Masan, Corea del Sur                         |
| Woojin           | 우진             | Park Woo Jin         | 박우진               | 2 de noviembre de 1999 (25 años)   | Busan, Corea del Sur                         |
| Jinyoung         | 진영             | Bae Jin Young        | 배진영               | 10 de mayo de 2000 (25 años)       | Seúl, Corea del Sur                          |
| Daehwi           | 대휘             | Lee Dae Hwi          | 이대휘               | 29 de enero de 2001 (24 años)      | Seúl, Corea del Sur                          |
| Kuanlin          | 관린             | Lai Kuan Lin         | 賴冠霖               | 23 de septiembre de 2001 (23 años) | Taipéi, Taiwán                               |

## Discografía

### Álbum de estudio
- 2018: 1¹¹=1 (Power Of Destiny)

### EP
- 2017: 1×1=1 (To Be One)
- 2017: 1-1=0 (Nothing without You)
- 2018: 0+1=1 (I Promise You)
- 2018: 1÷X=1 (Undivided)

## Patrocinios
Antes del final de la temporada de Produce 101, la marca del uniforme escolar Ivy Club cerró un acuerdo con Mnet para usar a Wanna One como modelos para su línea de uniforme.
El 19 de junio de 2017, el grupo firmó un acuerdo con la marca de cosméticos Innisfree para promover sus nuevas Máscaras Volcánicas de Color de Arcilla.
El 21 de junio de 2017 se informó que el grupo había firmado un acuerdo con Lotte Confectionery.
Más tarde, en junio, Yoon Ji Sung, Ha Sung Woon, Hwang Min Hyun, Ong Seong Woo, Kim Jae Hwan y Kang Daniel se convirtieron en nuevos modelos de marca para HiteJinro. Su comercial salió al aire en julio.

## Filmografía

### Programas de variedades
| Año  | Programa             | Notas              |
| ---- | -------------------- | ------------------ |
| 2018 | I Can See Your Voice | Ep. #3 - invitados |